# Chuelles
Chuelles ist eine französische Gemeinde mit 1.230 Einwohnern (Stand: 1. Januar 2022) im Département Loiret in der Region Centre-Val de Loire. Sie gehört zum Arrondissement Montargis und zum Kanton Courtenay. Die Bewohner nennen sich Chuellois.

## Geographie
Chuelles liegt in der Landschaft Gâtinais orléanais, etwa 80 Kilometer ostnordöstlich von Orléans. Umgeben wird Chuelles von den Nachbargemeinden Chantecoq im Norden, Saint-Hilaire-les-Andrésis im Nordosten, Courtenay im Osten, Triguères im Süden und Südosten, Château-Renard im Süden, Saint-Firmin-des-Bois im Südwesten sowie La Selle-en-Hermoy im Westen.

## Bevölkerungsentwicklung
| 1962                       | 1968 | 1975 | 1982 | 1990 | 1999 | 2006 | 2018 |
| -------------------------- | ---- | ---- | ---- | ---- | ---- | ---- | ---- |
| 795                        | 756  | 725  | 749  | 775  | 917  | 1072 | 1202 |
| Quellen: Cassini und INSEE |      |      |      |      |      |      |      |

## Sehenswürdigkeiten

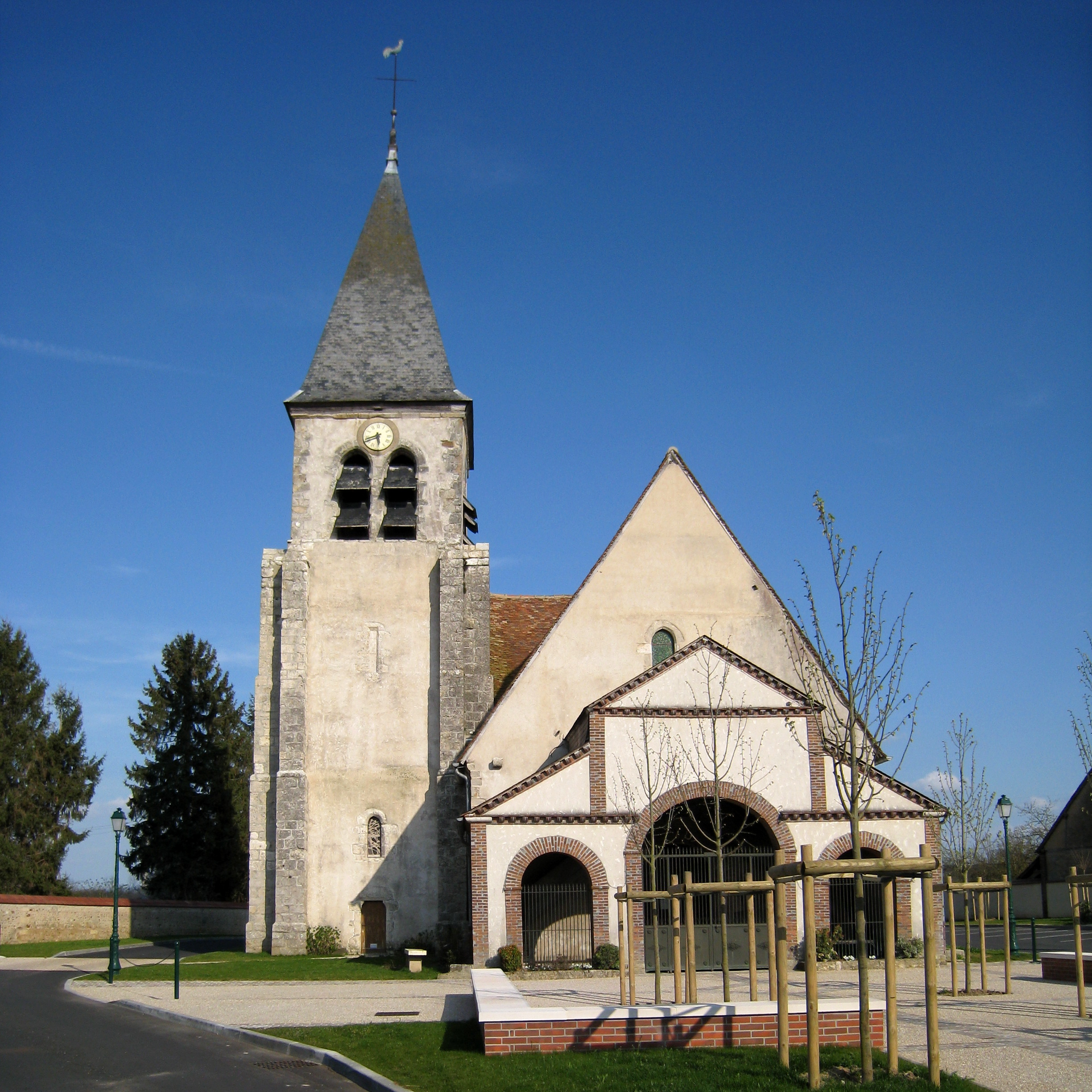
Kirche Saint-Étienne

- Dolmen
- Kirche Saint-Étienne